# Jorge Sousa

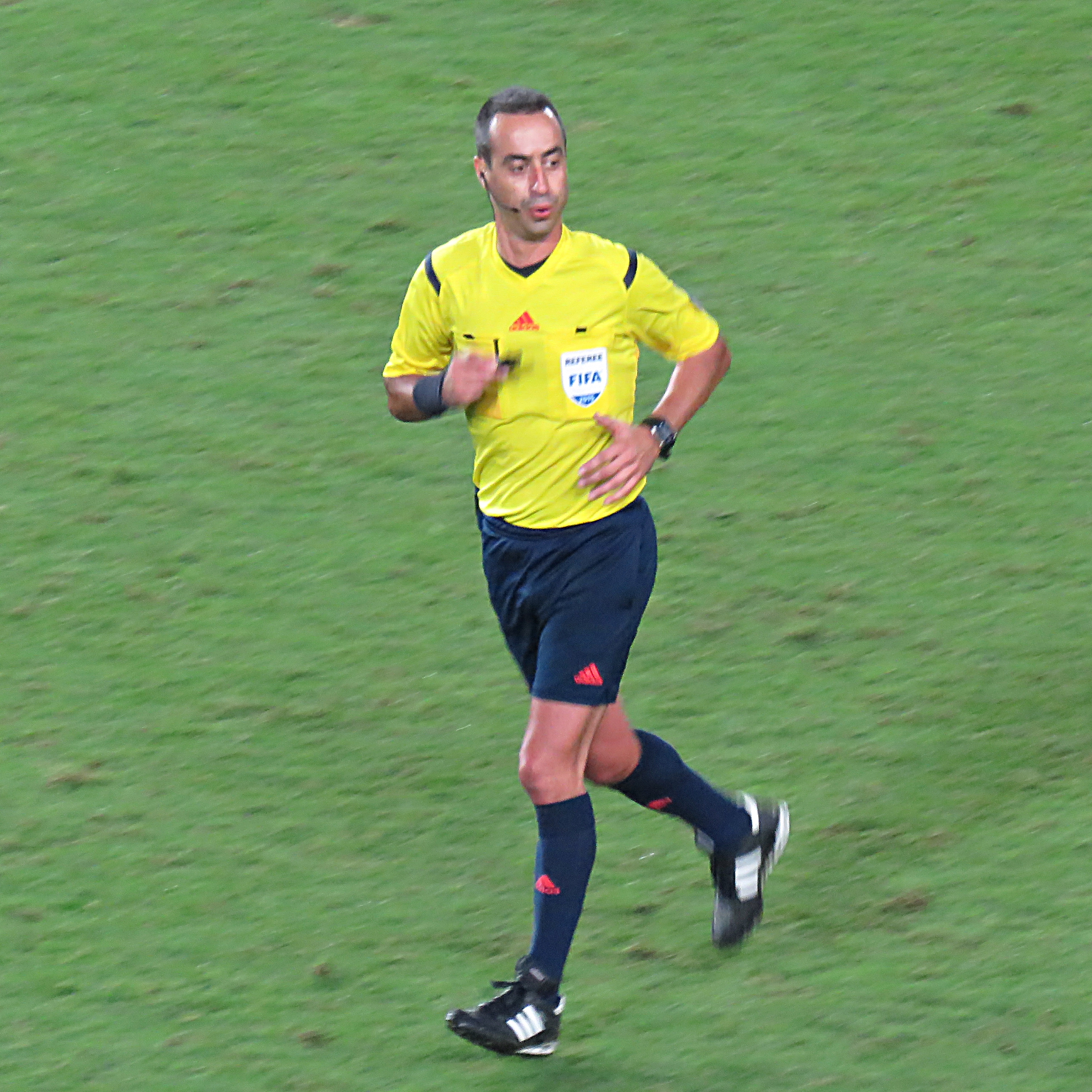
Jorge Sousa, 2015

Manuel Jorge Neves Moreira Sousa (* 18. Juni 1975 in Lordelo do Ouro) ist ein portugiesischer Fußballschiedsrichter. Er gehört dem Fußballverband von Porto an und ist Sachbearbeiter in einem Büro.
Seit 1993 ist er Schiedsrichter. Sein Erstligadebüt gab er am 28. August 2004. International kam er in der Saison 2009/10 erstmals in der UEFA Europa League zum Einsatz. In der UEFA Champions League pfiff er erstmals am 7. Dezember 2011 beim Spiel Ajax Amsterdam gegen Real Madrid.